# Jürg Randegger
Jürg Randegger (* 21. März 1935; † 19. Dezember 2023 in Zürich) war ein Schweizer Kabarettist und Fernsehmoderator.

## Leben und Wirken
Jürg Randegger wuchs zusammen mit seinem Halbbruder Max Kehl, dem späteren Spitzenkoch, im Zürcher Stadtkreis Enge auf. In Küsnacht besuchte er das Lehrerseminar.
1954 gründete er zusammen mit Jörg Schneider das Cabaret Äxgüsi. Dies führte zu einer Versetzung als Primarlehrer nach Unterstammheim, da solch unernstes Tun gegen die Würde eines Lehrers verstosse. Nach vier Jahren in Unterstammheim kehrte er nach Zürich zurück und unterrichtete bis zu seiner Frühpensionierung 1995 an einer Schule in Zürich-Albisrieden.
1965 stiess Randegger zum Cabaret Rotstift, einem der bekanntesten Cabaret-Ensembles der Schweiz. Bis 1999 war er als Darsteller sowie als Texte- und Liederschreiber an elf meist sehr erfolgreichen Programmen beteiligt.
Ab 1971 arbeitete er am Hörspiel «Mir gönd in Zoo» der Schlieremer Chind mit, das 1972 auf Schallplatte erschien.
Von 1975 bis 1999 moderierte er die Sendung Samschtig-Jass des Schweizer Fernsehens, er wurde von Monika Fasnacht abgelöst. Von 1984 bis 1988 leitete er den Mittwoch-Jass, der 1989 und 1990 von seinem Rotstift-Kollegen Werner von Aesch moderiert wurde. Insgesamt war er so bei mehr als 400 Jass-Sendungen als Moderator tätig.
Randegger war verheiratet und Vater von zwei Kindern. Er starb am 19. Dezember 2023 im Alter von 88 Jahren zu Hause in Zürich-Hottingen. Seinen letzten Bühnenauftritt hatte er noch im August 2023 beim Zürcher Freiluft-Musiktheater «Trittligass».